# جک آلن (بازیکن فوتبال، زاده ۱۸۸۹)
جک آلن (انگلیسی: Jack Allen؛ 1889 – تاریخ ورودی نامعتبر است) بازیکن فوتبال اهل بریتانیا بود.
از باشگاه‌هایی که در آن بازی کرده‌است می‌توان به باشگاه فوتبال چسترفیلد و باشگاه فوتبال دونکستر راورز اشاره کرد.